# 末日 (異世奇人)
〈末日〉（英語：Doomsday）是英國科幻電視劇《異世奇人》系列2的最後一集，2006年7月8日在BBC One首播。這集的編劇是拉塞爾·T·戴維斯，並由格雷姆·哈珀執導。在演員方面，除了固有的大衛·田納特飾演博士和比莉·派佩飾演羅斯·泰勒外，扮演泰勒母親積奇的卡米爾·科杜里和泰勒於平行宇宙的父親彼得的扮演者肖恩·丁沃爾也有很重的戲份。
本集繼承〈鬼軍〉，講述戴立克跟隨賽博人來到地球，繼而引起兩軍爆發激烈的衝突，慘烈的戰爭使得人類成為陪葬品。為此，博士必須平熄這場戰爭。最終，博士達到目的，但自此以後他和泰勒分隔兩地，無法再住來。這集除了是泰勒最後一次於《異世奇人》電視劇正式出場後，其他離去的人物還包括積奇、彼得和米基·史密夫。此外，這集還是《異世奇人》45年歷史上首次出現戴立克和賽博人碰面的畫面。
這集共吸引822萬人收看，欣賞指數為89分，是繼2008年播出的〈被盜地球〉後得分最高的《異世奇人》劇集。同時，〈末日〉還取得廣泛的好評，並被提名為2007年度的雨果獎最佳戲劇呈現（短片）獎。

## 劇情
繼承上一集，泰勒、米基和火炬木小組科學家西門目睹「零空間飛船」打開，被稱為斯卡羅教團的四台戴立克隨之出現並威脅要殺死眾人。此時，泰勒報上名來，宣稱見證了戴立克大帝之死。眾戴立克聞之，大驚，態度有所收歛。另一邊廂，賽博人探測到戴立克的存在，而在不久後，戴立克也發現賽博人。於是，賽博人領袖向戴立克提倡結盟，但遭到後者拒絕並即時向對方開火，這意味著戴立克向賽博人宣戰。
另一方面，賽博人領袖打算把火炬木小組首席伊芳·哈特曼和積奇改造成賽博人，並把博士留活口而取得戴立克的情報。於是，一眾賽博人手下把哈特曼和積奇帶到機房改造，哈特曼首先離世。這時，於〈賽博人的崛起〉／〈鋼鐵時代〉合集中反抗賽博人的武裝組織首領傑克·西蒙斯及時來到，把試圖改造積奇的賽博人殺死。西蒙斯隨後與博士取得聯絡，並把他帶到平行世界的倫敦。在這兒，博士遇到彼得，後者指在〈鋼鐵時代〉後一些殘餘的賽博人為求向博士報復，於是舉軍攻破火炬木小組總部。火炬木小組無力招架，終被賽博人盜走能穿越平行宇宙的技術，繼而得以來到博士和泰勒身處的地球。為了阻止賽博人的陰謀，彼得等人則從火炬木小組取得能穿梭平行宇宙的裝置。然而，每當他們使用這裝置一次，他們身處的地球的「時間裂痕」就會進一步擴大，到最後整個地球會消失。因此，彼得請求博士盡快擊敗賽博人。
鏡頭回到泰勒和米基面前，二人終於意識到戴立克未對他們下手是他們有利用價值。戴立克承認此事，直言他們帶過來的「方舟」是從時間領主中盜來的，而唯一能開啟它的正是泰勒和米基。泰勒斷然拒絕又試圖拖延時間。果然，博士與彼得等人及時從平行宇宙回來，前者把一眾賽博人引來，使得戴立克與賽博人火併起來。然而，米基在混亂中意外地觸到「方舟」，令這艘於時間戰爭中用來困著數以百萬計戴立克的飛船開啟。
隨著戴立克的增加，這場戰爭的規範擴張至全球各國，雙方不斷駁火使得大量人傷亡。博士有見此及認為必須即時阻止兩軍繼續交火，繼而通過火炬木小組的電腦開啟「零次空間」的開關。原來，穿越過平行宇宙的都必須經過這個空間，而經過這個空間的生物都會沾上一種物質，這物質可令依附者被吞走。更重要的是，直至飽和前「零次空間」是不會關閉的。換言之，博士只能開啟該空間，卻無力關上它。為防彼得和泰勒等人被吸走，博士請求他們先首到平行宇宙。然而，泰勒決定留下來協助博士，後者無奈地只能接受。果然，在「零次空間」被打開後，所有的賽博人和戴立克也被吸走。然而，強大的吸力使得泰勒將被吸走。此時，彼得返回，救了泰勒一命，但這也使得她與博士永遠分離，因彼得等人使用的穿梭平行宇宙裝置已不再可用。
與博士分離的泰勒在平行宇宙過回常人的生活。某日，她在夢中聽到博士在呼叫她。於是，她按照夢中的指示來到挪威的惡狼灣。在這兒，她看到博士。原來，時間裂縫尚餘下一丁點空隙，博士從而通過TARDIS發射信號，令泰勒看到博士的身影。最終，博士在與泰勒作最後的道別後消失。鏡頭回到TARDIS內，博士依未能平復情緒。此時，TARDIS忽然出現一名新娘，她憤然質問博士自己身在何處，為〈逃跑的新娘〉埋下伏筆。

## 製作

### 構思
戴立克和賽博人碰面並非新的意念。早在1967年12月，舊版《異世奇人》的劇組已提出過這想法，但在戴立克的原創人泰利·萊遜的反對下而未能成事。在2006年，新版《異世奇人》的執行製作人拉塞爾·T·戴維斯重新構思這事，一方面他是想重振賽博人和戴立克這兩經典角色的名氣，另一方面是考慮到泰勒的扮演者比莉·派佩辭演的決定。最終，戴維斯的提議得到電視台的支持，製作搬上工作日程，成為《異世奇人》45年歷史上首次出現戴立克和賽博人碰面的畫面。
在完成系列1的〈借屍還魂〉和〈核爆城市〉後，戴維斯打算將這集的背景設在卡迪夫。然而，隨著《異世奇人》衍生劇《火炬木小組》的出現，卡迪夫裂痕的情節變得不能再用。故此，戴維斯把這集的背景改為倫敦的金絲雀碼頭。
劇中一些劇情應當如何發展引起劇組的爭論。比如就誰救了泰勒一命，戴維斯和祖利亞·加德納主張彼得出手相助；菲爾·歌連臣和安德魯·海登-史密夫則認為是米基挺身而出。最終，劇組決定由彼得完成這任務以說明他承認泰勒是其養女。此外，在劇終前泰勒在惡狼灣向博士時表明愛意。就此，劇組曾討論博士會如何回應泰勒。戴維斯提倡博士不會作出回應，而加德納則表示博士會欣然接受泰勒。最終，劇組還是選擇了前者的版本。

### 拍攝

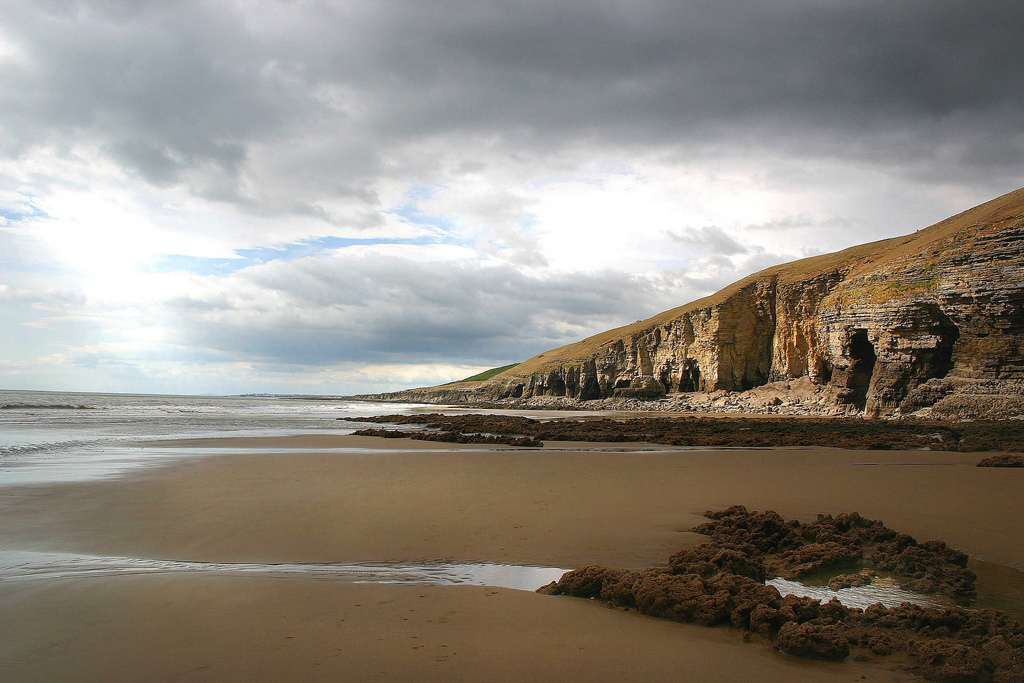
劇中博士和泰勒道別的惡狼灣沙灘其實是拍攝於威爾斯格拉摩根谷的紹森當海灘

本集的拍攝工作於2005年11月2日展開，至翌年3月31日殺青，歷時五個月。為確保肖恩·丁沃爾和安德魯·海登-史密夫能夠參與演出，劇組早在拍攝〈賽博人的崛起〉／〈鋼鐵時代〉合集時已安排他們拍攝這集的一些鏡頭。隨後，為完成泰勒等人駕車與博士會合的一幕，劇組特意於12月6日來到威爾斯南部的布里真德市。然後劇組開始製作主要的鏡頭，即發生在火炬木小組總部的事，這組拍攝分幾日進行，分別為2005年12月12日、12月15日和翌年1月3日及5日。泰勒被「零次空間」吸走一戲通過綠幕製作，日期為1月13日。兩日後，則到賽博人與軍人於橋上對戰的場景。
博士和泰勒道別的一幕並非真的在挪威取景，而是在格拉摩根谷的紹森當海灘，這幕拍攝於1月16日。劇集的最後一個鏡頭，即博士在TARDIS遇到身份不明的新娘（唐娜·諾布爾）是攝於3月31日。為防泰勒與博士分離及唐娜登場的劇情外泄，劇組只把有關的劇本給予大衛·田納特和比莉·派佩，而導演格雷姆·哈珀更是在最後一刻才知道此事。

### 配樂
本集所使用的配音眾多，除了激昂的〈博士主題曲〉、〈戴立克主題曲〉和〈賽博人主題曲〉外，馬瑞·高德還特意創作一首以淒然的純音樂〈末日〉來配合泰勒的離開。他認為泰勒在見過博士後「會跑回睡房，然後將自己鎖起，痛哭一場」，因而採用了悲情而非戴維斯等人提倡的激情音樂。事實上，〈末日〉一曲早在〈羅斯〉一集時泰勒首次踏入TARDIS已曾使用。故此，這可說是個首尾呼應。

## 發行和反響
〈末日〉2006年7月8日晚上在BBC One。當晚，共有822萬在英國觀看這集，在該星期的收視排行榜中位列第八。排在這集前面的分為7場世界盃賽事及一集《加冕街》劇集。在欣賞指數方面，本集的得分為89分，是新版《異世奇人》啟播以來的最高得分。這記錄直至2008年播出的〈被盜地球〉才被打破。同時，這也是多媒體和評論網站IGN首次給予《異世奇人》10分滿分的劇集。
這集還取得各影評家的好評。除了IGN外，Television Without Pity網站也給了這集A+的最高分。《舞台》認為該星期「沒有什麼比戴立克和賽博人的對決更值得觀看」，又指劇集出色的製作令世界盃決賽也暗然失色.。數碼間諜網站的傑克·霍根稱這集完美地在激情和感人的情節取得平衡，並讚揚被改造成賽博人後的哈特曼流下的石油眼淚真摰動人。不過，霍根對唐娜於劇中最後一幕出現頗有微言，他覺得這鏡頭是不必要的。《衛報》的史堤芬布·魯克指這集令《異世奇人》達到新的高度，又大讚劇組對泰勒離去的劇情處理得很好。此外，魯克又指賽博人與戴立克的對決非常好看，足以和齊名。
〈末日〉在播出後獲提名為雨果獎最佳戲劇呈現（短片）獎，但最終不敵同一系列的〈火爐壁的女孩〉。同時，此集還得到觀眾的喜愛。在2009年，《異世奇人雜誌》讓讀者選出最愛的《異世奇人》劇集。最終，〈末日〉在200個選項中位列22位。在2014年，《SFX》發起選舉，在9萬名讀者投票下終選出博士和泰勒於惡狼灣分離的一幕為最佳科幻片時刻。

## 資料來源
1. 1 2 3 4 5 6 7 8  "Army Of Ghosts" / "Doomsday" 在 異世奇人: 時間（旅行）簡史
2. ↑  Russell T Davies, Julie Gardner, Phil Collinson. . BBC.   [2007-10-30]. （原始内容 (mp3)存档于2007-01-20）.
3. ↑  . BBC.   [2010-05-30]. （原始内容存档于2012-03-05）.
4. 1 2  . . 2006-12-25. BBC. BBC One.
5. 1 2  Lyon, Shaun. . Doctor Who News Page. 2006-07-20. （原始内容存档于2009-02-16）.
6. ↑  Hilton, Matt. . Doctor Who News Page. 2008-06-30  [2008-06-30]. （原始内容存档于2016-04-06）.
7. ↑  Hilton, Matt. . Doctor Who News Page. 2007-04-02  [2008-01-24]. （原始内容存档于2015-04-05）.
8. ↑  . IGN. 2006-12-22  [2007-11-02]. （原始内容存档于2011-07-13）.
9. ↑  Clifton, Jacob. . Doctor Who reviews. Television Without Pity. 2006-12-31  [2007-11-02]. （原始内容存档于2008-04-21）.
10. ↑  Venning, Harry. . The Stage. 2006-07-17  [2007-12-22]. （原始内容存档于2012-02-20）.
11. 1 2  Hogan, Dek. . Dek's TV Diary. Digital Spy. 2006-07-09  [2007-12-22]. （原始内容存档于2007-09-02）.
12. 1 2  Brook, Stephen. . Organgrinder. The Guardian. 2006-07-10  [2008-01-25]. （原始内容存档于2006-08-13）.
13. ↑  . thehugoawards.org. World Science Fiction Society. 2007-09-01  [2007-09-01]. （原始内容存档于2013-07-11）.
14. ↑  . Doctor Who Magazine (Royal Tunbridge Wells, Kent: Panini Comics). 2009-10-14, (413).
15. ↑  Susanna Lazarus. . Radio Times. 2014-06-25  [2014-06-28]. （原始内容存档于2014-06-29）.

## 外部連結
- TARDISODE 13 （页面存档备份，存于）
- "Doomsday" episode homepage （页面存档备份，存于）
- 互联网电影数据库上Doomsday的资料（英文）